# Società Sportiva Lazio 1997-1998
Questa voce raccoglie le informazioni riguardanti la Società Sportiva Lazio nelle competizioni ufficiali della stagione 1997-1998.

## Stagione
Dopo essere diventata la prima società di calcio italiana a essere quotata in Borsa, la Lazio rinforzò il suo organico in vista della nuova stagione acquistando calciatori del calibro di Matías Almeyda, Alen Bokšić (per lui un ritorno), Vladimir Jugović e Roberto Mancini. Tuttavia, già a inizio stagione, Beppe Signori si trovò in contrasto con il nuovo allenatore Sven-Göran Eriksson e nel mercato invernale venne ceduto alla Sampdoria.
In campionato la squadra biancoceleste, dopo aver inanellato una lunga striscia di risultati utili consecutivi, si ritrovò addirittura in corsa per lo Scudetto, ma la sconfitta per 1-0 nello scontro diretto contro la Juventus allontanò definitivamente i romani dalle prime posizioni. Un negativo finale di campionato, con un solo punto raccolto nelle ultime sette partite, fece terminare la Lazio al settimo posto.
Le Aquile vinsero comunque la seconda Coppa Italia della loro storia, a distanza di 40 anni dal primo trionfo. Nella doppia finale, disputata l'8 e il 29 aprile 1998, la Lazio batté il Milan col punteggio totale di 3-2 (sconfitta per 1-0 a Milano, vittoria per 3-1 a Roma).
La Lazio raggiunse inoltre la finale di Coppa UEFA, venendo però sconfitta per 3-0 dall'Inter al Parc des Princes di Parigi.

## Divise e sponsor
Come nella stagione precedente, lo sponsor tecnico è Umbro e lo sponsor ufficiale è Cirio
| Casa | Trasferta | Terza divisa |

## Organigramma societario
Area direttiva
- Proprietario: Sergio Cragnotti
- Presidente: Dino Zoff
- Amministratore delegato: Elisabetta Cragnotti

Area tecnica
- Direttore sportivo: Nello Governato
- Allenatore: Sven-Göran Eriksson
- Allenatore in seconda: Luciano Spinosi

## Rosa

Il neoacquisto Roberto Mancini: per il fantasista 52 gare e 9 reti in stagione.

| N. |                      | Ruolo | Calciatore                  |
| -- | -------------------- | ----- | --------------------------- |
| 1  | Italia (bandiera)    | P     | Luca Marchegiani            |
| 2  | Italia (bandiera)    | D     | Paolo Negro                 |
| 3  | Italia (bandiera)    | D     | Giovanni Lopez              |
| 4  | Italia (bandiera)    | C     | Dario Marcolin              |
| 5  | Italia (bandiera)    | D     | Giuseppe Favalli (capitano) |
| 6  | Argentina (bandiera) | D     | José Chamot                 |
| 7  | Italia (bandiera)    | A     | Roberto Rambaudi            |
| 8  | Italia (bandiera)    | A     | Renato Buso                 |
| 9  | Italia (bandiera)    | A     | Pierluigi Casiraghi         |
| 10 | Italia (bandiera)    | A     | Roberto Mancini             |
| 11 | Italia (bandiera)    | A     | Giuseppe Signori (capitano) |
| 12 | Italia (bandiera)    | P     | Fernando Orsi               |
| 13 | Italia (bandiera)    | D     | Alessandro Nesta            |

| N. |                       | Ruolo | Calciatore             |
| -- | --------------------- | ----- | ---------------------- |
| 14 | Italia (bandiera)     | C     | Diego Fuser (capitano) |
| 15 | Italia (bandiera)     | D     | Giuseppe Pancaro       |
| 16 | Australia (bandiera)  | C     | Paul Okon              |
| 17 | Svizzera (bandiera)   | D     | Guerino Gottardi       |
| 18 | Rep. Ceca (bandiera)  | C     | Pavel Nedvěd           |
| 19 | Croazia (bandiera)    | A     | Alen Bokšić            |
| 20 | Italia (bandiera)     | D     | Alessandro Grandoni    |
| 21 | Jugoslavia (bandiera) | C     | Vladimir Jugović       |
| 22 | Italia (bandiera)     | P     | Marco Ballotta         |
| 23 | Italia (bandiera)     | C     | Giorgio Venturin       |
| 25 | Argentina (bandiera)  | C     | Matías Almeyda         |
| 27 | Italia (bandiera)     | C     | Mirko Laurentini       |

## Calciomercato

### Sessione estiva
| Acquisti | Acquisti             | Acquisti         | Acquisti      |
| R.       | Nome                 | da               | Modalità      |
| -------- | -------------------- | ---------------- | ------------- |
| P        | Marco Ballotta       | Reggiana         | definitivo    |
| P        | Flavio Roma          | Fiorenzuola      | fine prestito |
| D        | Giovanni Lopez       | Vicenza          | definitivo    |
| D        | Giuseppe Pancaro     | Cagliari         | definitivo    |
| C        | Matías Almeyda       | Siviglia         | definitivo    |
| C        | Daniele Franceschini | Castel di Sangro | fine prestito |
| C        | Vladimir Jugović     | Juventus         | definitivo    |
| A        | Alen Bokšić          | Juventus         | definitivo    |
| A        | Marco Di Vaio        | Bari             | fine prestito |
| A        | Alessandro Iannuzzi  | Vicenza          | fine prestito |
| A        | Roberto Mancini      | Sampdoria        | definitivo    |

| Cessioni | Cessioni             | Cessioni         | Cessioni          |
| R.       | Nome                 | a                | Modalità          |
| -------- | -------------------- | ---------------- | ----------------- |
| P        | Carlo Cudicini       | Castel di Sangro | svincolato        |
| P        | Flavio Roma          | Foggia           | prestito          |
| D        | Mark Fish            | Bolton           | definitivo        |
| C        | Roberto Baronio      | Vicenza          | prestito          |
| C        | Daniele Franceschini | Foggia           | prestito          |
| C        | Marco Piovanelli     | Piacenza         | compartecipazione |
| A        | Marco Di Vaio        | Salernitana      | definitivo        |
| A        | Alessandro Iannuzzi  | Lecce            | prestito          |
| A        | Igor Protti          | Napoli           | prestito          |

### Sessione autunnale
| Acquisti | Acquisti | Acquisti | Acquisti |
| R.       | Nome     | da       | Modalità |
| -------- | -------- | -------- | -------- |

| Cessioni | Cessioni         | Cessioni  | Cessioni          |
| R.       | Nome             | a         | Modalità          |
| -------- | ---------------- | --------- | ----------------- |
| A        | Renato Buso      | Piacenza  | definitivo        |
| A        | Giuseppe Signori | Sampdoria | compartecipazione |

## Risultati

### Serie A

#### Girone di andata
| Arbitro: | Braschi (Prato) |

|                            |           |  |
| R. Mancini 68’ Pancaro 76’ | Marcatori |  |

| Arbitro: | Ceccarini (Livorno) |

|        |           |                      |
| Ba 37’ | Marcatori | 90+4’ (rig.) Signori |

| Arbitro: | Bolognino (Milano) |

|                  |           |  |
| Martusciello 11’ | Marcatori |  |

| Arbitro: | Bonfrisco (Monza) |

|                                |           |                                |
| Nedvěd 5’, 90+4’ Signori 90+1’ | Marcatori | 45+3’ (aut.) Venturin 61’ Ripa |

| Arbitro: | Treossi (Forlì) |

|                    |           |            |
| Ronaldo 41’ (rig.) | Marcatori | 35’ Nedvěd |

| Arbitro: | Farina (Novi Ligure) |

|  |           |                            |
|  | Marcatori | 34’ Sottil 45+5’ Dunđerski |

| Arbitro: | Collina (Viareggio) |

|                  |           |                                         |
| Delvecchio 90+1’ | Marcatori | 47’ R. Mancini 57’ Casiraghi 85’ Nedvěd |

| Arbitro: | Pellegrino (Barcellona Pozzo di Gotto) |

|                                           |           |  |
| Marcolin 25’ (rig.) Nedvěd 65’ Bokšić 87’ | Marcatori |  |

| Piacenza 22 novembre 1997, ore 15:00 9ª giornata | Piacenza          | 0 – 0 referto | Lazio | Stadio Leonardo Garilli (10 265 spett.)\| Arbitro: \| Messina (Bergamo) \| |
| Arbitro:                                         | Messina (Bergamo) |               |       |                                                                            |

| Arbitro: | Ceccarini (Livorno) |

|                     |           |                                       |
| Fuser 31’ Negro 41’ | Marcatori | 32’ Poggi 72’ Cappioli 84’ M. Amoroso |

| Arbitro: | Boggi (Salerno) |

|                           |           |                     |
| Del Piero 15’, 34’ (rig.) | Marcatori | 26’ (rig.) Marcolin |

| Arbitro: | Racalbuto (Gallarate) |

|            |           |  |
| Bokšić 27’ | Marcatori |  |

| Arbitro: | Bolognino (Milano) |

|                                                  |           |  |
| Casiraghi 7’ Fuser 63’ Venturin 70’ Bokšić 90+1’ | Marcatori |  |

| Arbitro: | Bettin (Padova) |

|                   |           |            |
| Chiesa 55’ (rig.) | Marcatori | 19’ Bokšić |

| Arbitro: | Serena (Bassano del Grappa) |

|                                          |           |  |
| Rambaudi 55’ Fuser 74’ Bokšić 83’, 90+3’ | Marcatori |  |

| Arbitro: | Cesari (Genova) |

|          |           |                                    |
| Cois 29’ | Marcatori | 31’ Bokšić 78’ Rambaudi 84’ Nedvěd |

| Arbitro: | Pairetto (Nichelino) |

|            |           |  |
| Nedvěd 43’ | Marcatori |  |

#### Girone di ritorno
| Napoli 1º febbraio 1998, ore 20:30 18ª giornata | Napoli               | 0 – 0 referto | Lazio | Stadio San Paolo (41 543 spett.)\| Arbitro: \| Trentalange (Torino) \| |
| Arbitro:                                        | Trentalange (Torino) |               |       |                                                                        |

| Arbitro: | Bazzoli (Merano) |

|                            |           |                |
| R. Mancini 6’ Bokšić 90+3’ | Marcatori | 90+4’ Kluivert |

| Arbitro: | Borriello (Mantova) |

|                                     |           |                |
| Nedvěd 17’ Negro 55’ Gottardi 90+3’ | Marcatori | 35’ Cappellini |

| Arbitro: | Braschi (Prato) |

|  |           |                                   |
|  | Marcatori | 10’ (rig.) Jugović 90+1’ Rambaudi |

| Arbitro: | Collina (Viareggio) |

|                                    |           |  |
| Fuser 25’ Bokšić 29’ Casiraghi 81’ | Marcatori |  |

| Bergamo 28 febbraio 1998, ore 15:00 23ª giornata | Atalanta        | 0 – 0 referto | Lazio | Stadio Atleti Azzurri d'Italia (19 379 spett.)\| Arbitro: \| Cesari (Genova) \| |
| Arbitro:                                         | Cesari (Genova) |               |       |                                                                                 |

| Arbitro: | Boggi (Salerno) |

|                       |           |  |
| Bokšić 50’ Nedvěd 62’ | Marcatori |  |

| Arbitro: | Messina (Bergamo) |

|  |           |                                      |
|  | Marcatori | 1’ Jugović 54’ Nedvěd 66’, 81’ Fuser |

| Roma 22 marzo 1998, ore 15:00 26ª giornata | Lazio              | 0 – 0 referto | Piacenza | Stadio Olimpico (44 181 spett.)\| Arbitro: \| Tombolini (Ancona) \| |
| Arbitro:                                   | Tombolini (Ancona) |               |          |                                                                     |

| Arbitro: | Treossi (Forlì) |

|  |           |                          |
|  | Marcatori | 33’ R. Mancini 57’ Fuser |

| Arbitro: | Collina (Viareggio) |

|  |           |                |
|  | Marcatori | 60’ F. Inzaghi |

| Arbitro: | Boggi (Salerno) |

|           |           |              |
| Diana 70’ | Marcatori | 10’ Rambaudi |

| Arbitro: | Braschi (Prato) |

|                     |           |                |
| Zauli 27’ Luiso 54’ | Marcatori | 48’ R. Mancini |

| Arbitro: | Pairetto (Nichelino) |

|            |           |                        |
| Nedvěd 57’ | Marcatori | 71’ Sensini 74’ Stanić |

| Arbitro: | Tombolini (Ancona) |

|                 |           |  |
| F. Palmieri 43’ | Marcatori |  |

| Arbitro: | Farina (Novi Ligure) |

|                   |           |                                                      |
| Serena 42’ (aut.) | Marcatori | 13’ Oliveira 24’ Edmundo 41’ Batistuta 84’ Rui Costa |

| Arbitro: | Serena (Bassano del Grappa) |

|                           |           |           |
| R. Baggio 40’ (rig.), 70’ | Marcatori | 50’ Fuser |

### Coppa Italia
| Arbitro: | Cesari (Genova) |

|  |           |                                           |
|  | Marcatori | 21’ (aut.) Recchi 48’, 78’ (rig.) Signori |

| Arbitro: | Dagnello (Trieste) |

|                             |           |                              |
| Signori 18’, 73’ Bokšić 23’ | Marcatori | 34’ Biagioni 65’ Cappellacci |

| Arbitro: | Cesari (Genova) |

|                                        |           |  |
| Bokšić 4’, 31’ Signori 16’ (rig.), 20’ | Marcatori |  |

| Arbitro: | Racalbuto (Gallarate) |

|                                      |           |  |
| Protti 33’ Giannini 79’ Rossitto 88’ | Marcatori |  |

| Arbitro: | Rodomonti (Teramo) |

|                                                       |           |                  |
| Bokšić 2’ Jugović 32’ (rig.) R. Mancini 75’ Fuser 80’ | Marcatori | 38’ (rig.) Balbo |

| Arbitro: | Bolognino (Milano) |

|                  |           |                                   |
| Paulo Sérgio 54’ | Marcatori | 45’ (rig.) Jugović 90+4’ Gottardi |

| Arbitro: | Treossi (Forlì) |

|  |           |            |
|  | Marcatori | 22’ Bokšić |

| Arbitro: | Pellegrino (Barcellona Pozzo di Gotto) |

|                 |           |                                  |
| Nedvěd 62’, 65’ | Marcatori | 36’ Fonseca 90+3’ (aut.) Favalli |

| Arbitro: | Bazzoli (Merano) |

|          |           |  |
| Weah 89’ | Marcatori |  |

| Arbitro: | Treossi (Forlì) |

|                                           |           |               |
| Gottardi 55’ Jugović 58’ (rig.) Nesta 65’ | Marcatori | 46’ Albertini |

### Coppa UEFA
| Arbitro: | Gallagher |

|  |           |                                              |
|  | Marcatori | 48’ Casiraghi 64’ Fuser 70’ Nedvěd 80’ Nesta |

| Arbitro: | Merk |

|                        |           |         |
| Signori 40’ Nedvěd 74’ | Marcatori | 1’ Paas |

| Volgograd 21 ottobre 1997, ore 18:00 Sedicesimi di finale - Andata | Rotor           | 0 – 0 referto | Lazio | Stadio Tsentralny (25 000 spett.)\| Arbitro: \| Fernández Marín \| |
| Arbitro:                                                           | Fernández Marín |               |       |                                                                    |

| Arbitro: | Micheľ |

|                                         |           |  |
| Casiraghi 5’ R. Mancini 34’ Signori 89’ | Marcatori |  |

| Arbitro: | Melo Pereira |

|  |           |                              |
|  | Marcatori | 38’ Casiraghi 61’ R. Mancini |

| Arbitro: | Wójcik |

|              |           |  |
| Venturin 85’ | Marcatori |  |

| Arbitro: | Piraux |

|               |           |  |
| Casiraghi 63’ | Marcatori |  |

| Arbitro: | López Nieto |

|                    |           |                                   |
| Guivarc'h 39’, 85’ | Marcatori | 7’ (rig.) R. Mancini 13’ Gottardi |

| Arbitro: | Durkin |

|  |           |             |
|  | Marcatori | 33’ Jugović |

| Roma 14 aprile 1998 Semifinale - Ritorno | Lazio  | 0 – 0 referto | Atlético Madrid | Stadio Olimpico (40 000 spett.)\| Arbitro: \| Vágner \| |
| Arbitro:                                 | Vágner |               |                 |                                                         |

| Arbitro: | López Nieto |

|  |           |                                     |
|  | Marcatori | 5’ Zamorano 60’ Zanetti 70’ Ronaldo |

## Statistiche

### Statistiche di squadra
Statistiche aggiornate al 16 maggio 1998.
| Competizione | Punti | In casa | In casa | In casa | In casa | In casa | In casa | In trasferta | In trasferta | In trasferta | In trasferta | In trasferta | In trasferta | Totale | Totale | Totale | Totale | Totale | Totale | DR  |
| Competizione | Punti | G       | V       | N       | P       | Gf      | Gs      | G            | V            | N            | P            | Gf           | Gs           | G      | V      | N      | P      | Gf     | Gs     | DR  |
| ------------ | ----- | ------- | ------- | ------- | ------- | ------- | ------- | ------------ | ------------ | ------------ | ------------ | ------------ | ------------ | ------ | ------ | ------ | ------ | ------ | ------ | --- |
| Serie A      | 56    | 17      | 11      | 1       | 5       | 32      | 16      | 17           | 5            | 7            | 5            | 21           | 14           | 34     | 16     | 8      | 10     | 53     | 30     | +23 |
| Coppa Italia |       | 5       | 4       | 1       | 0       | 16      | 6       | 5            | 3            | 0            | 2            | 6            | 5            | 10     | 7      | 1      | 2      | 22     | 11     | +11 |
| Coppa UEFA   |       | 6       | 4       | 1       | 1       | 7       | 4       | 5            | 3            | 2            | 0            | 9            | 2            | 11     | 7      | 3      | 1      | 16     | 6      | +10 |
| Totale       |       | 28      | 19      | 3       | 6       | 55      | 26      | 27           | 11           | 9            | 7            | 36           | 21           | 55     | 30     | 12     | 13     | 91     | 47     | +44 |

### Andamento in campionato
| Giornata  | 1 | 2 | 3 | 4 | 5 | 6 | 7 | 8 | 9 | 10 | 11 | 12 | 13 | 14 | 15 | 16 | 17 | 18 | 19 | 20 | 21 | 22 | 23 | 24 | 25 | 26 | 27 | 28 | 29 | 30 | 31 | 32 | 33 | 34 |
| --------- | - | - | - | - | - | - | - | - | - | -- | -- | -- | -- | -- | -- | -- | -- | -- | -- | -- | -- | -- | -- | -- | -- | -- | -- | -- | -- | -- | -- | -- | -- | -- |
| Luogo     | C | T | T | C | T | C | T | C | T | C  | T  | C  | C  | T  | C  | T  | C  | T  | T  | C  | T  | C  | T  | C  | T  | C  | T  | C  | T  | T  | C  | T  | C  | T  |
| Risultato | V | N | P | V | N | P | V | V | N | P  | P  | V  | V  | N  | V  | V  | V  | N  | V  | V  | V  | V  | N  | V  | V  | N  | V  | P  | N  | P  | P  | P  | P  | P  |
| Posizione | 1 | 3 | 8 | 6 | 6 | 9 | 5 | 5 | 6 | 6  | 9  | 7  | 6  | 7  | 5  | 5  | 4  | 4  | 4  | 4  | 3  | 3  | 3  | 2  | 2  | 3  | 3  | 3  | 3  | 3  | 3  | 4  | 6  | 7  |

Legenda:

Luogo: C = Casa; T = Trasferta. Risultato: V = Vittoria; N = Pareggio; P = Sconfitta.

### Statistiche dei giocatori
Nel conteggio delle reti realizzate si aggiunga un'autorete a favore in campionato e un'autorete a favore in Coppa Italia.
| Giocatore      | Serie A  | Serie A | Coppa Italia | Coppa Italia | Coppa UEFA | Coppa UEFA | Totale   | Totale |
| Giocatore      | Presenze | Reti    | Presenze     | Reti         | Presenze   | Reti       | Presenze | Reti   |
| -------------- | -------- | ------- | ------------ | ------------ | ---------- | ---------- | -------- | ------ |
| M. Almeyda     | 19       | 0       | 2            | 0            | 7          | 0          | 28       | 0      |
| M. Ballotta    | 1        | -1      | 3            | -5           | 1          | -1         | 5        | -7     |
| A. Bokšić      | 26       | 10      | 6            | 5            | 6          | 0          | 38       | 15     |
| R. Buso        | -        | -       | 2            | 0            | -          | -          | 2        | 0      |
| P. Casiraghi   | 28       | 3       | 6            | 0            | 10         | 4          | 44       | 7      |
| J. Chamot      | 11       | 0       | 3            | 0            | 3          | 0          | 17       | 0      |
| G. Favalli     | 24       | 0       | 8            | 0            | 9          | 0          | 41       | 0      |
| D. Fuser       | 32       | 8       | 9            | 1            | 10         | 1          | 51       | 10     |
| G. Gottardi    | 19       | 1       | 8            | 2            | 5          | 1          | 32       | 4      |
| A. Grandoni    | 10       | 0       | 8            | 0            | 4          | 0          | 22       | 0      |
| V. Jugović     | 27       | 2       | 9            | 3            | 6          | 1          | 42       | 6      |
| M. Laurentini  | 1        | 0       | -            | -            | -          | -          | 1        | 0      |
| G. Lopez       | 23       | 0       | 5            | 0            | 6          | 0          | 34       | 0      |
| R. Mancini     | 34       | 5       | 8            | 1            | 10         | 3          | 52       | 9      |
| L. Marchegiani | 33       | -29     | 8            | -6           | 10         | -5         | 51       | -40    |
| D. Marcolin    | 18       | 2       | 7            | 0            | 6          | 0          | 31       | 2      |
| P. Nedvěd      | 26       | 11      | 6            | 2            | 11         | 2          | 43       | 15     |
| P. Negro       | 28       | 2       | 10           | 0            | 9          | 0          | 47       | 2      |
| A. Nesta       | 30       | 0       | 9            | 1            | 10         | 1          | 49       | 2      |
| P. Okon        | -        | -       | -            | -            | -          | -          | -        | -      |
| F. Orsi        | -        | -       | -            | -            | -          | -          | -        | -      |
| G. Pancaro     | 24       | 1       | 3            | 0            | 7          | 0          | 34       | 1      |
| R. Rambaudi    | 21       | 4       | 4            | 0            | 1          | 0          | 26       | 4      |
| G. Signori     | 6        | 2       | 4            | 6            | 3          | 2          | 13       | 10     |
| G. Venturin    | 26       | 1       | 9            | 0            | 9          | 1          | 44       | 2      |